# Paul Hymans
Paul Louis Adrien Henri Hymans (Elsene, 23 maart 1865 - Nice, 8 maart 1941) was een Belgisch liberaal politicus, advocaat en diplomaat.

## Biografie

### Familie en vroege carrière
Paul Hymans was de zoon van de liberale politicus, dichter, historicus en journalist Louis Hymans. Hij promoveerde in 1885 tot doctor in de rechten aan de Université libre de Bruxelles. Na het overlijden van zijn vader in 1884 combineerde hij zijn universitaire studies met de functie van adjunct-bibliothecaris van het parlement.
Hij werd beroepshalve advocaat en was tevens politiek correspondent van de krant La Meuse en juridisch kroniekschrijver bij L'Indépendance belge. Hij was eveneens samen met de latere burgemeester van Brussel Adolphe Max redacteur van de krant La Liberté. Hij werkte tevens het boek L'histoire parlementaire de la Belgique af, waar zijn vader aan begonnen was, maar nooit afgewerkt had. Bovendien was hij van 1897 tot 1918 hoogleraar parlementaire en wetgevende geschiedenis aan de ULB.
Hymans trouwde met Thérèse Goldschmidt, die een cruciale rol speelde bij het opzetten van de opleiding en de ondersteuning van verpleegkundigen en voor vele sociale werken op het gebied van de gezondheidszorg in België. Ze was een dochter van de Duitse bankier Hermann Goldschmidt.

### Parlementaire loopbaan
Hymans werd politiek actief voor de Liberale Partij en werd voor deze partij in 1900 verkozen tot lid van de Kamer van volksvertegenwoordigers namens het arrondissement Brussel, een mandaat dat hij behield tot aan zijn overlijden in 1941. Algauw werd hij een belangrijke leider van de Liberale Partij, waar hij tot de links-liberalen behoorde. Ook speelde hij een belangrijke rol in het herstel van de eenheid bij de liberalen. Als parlementslid was hij voorstander van de overname van Congo-Vrijstaat door de Belgische Staat en van het algemeen enkelvoudig stemrecht, dat in 1919 ingevoerd zou worden.

### Diplomatieke en ministeriële loopbaan
Na de uitbraak van de Eerste Wereldoorlog kreeg Hymans van de Belgische regering in Le Havre de opdracht om naar de Verenigde Staten te gaan, waar hij samen met enkele andere parlementsleden de Belgische belangen moest verdedigen bij president Woodrow Wilson. Na het einde van deze missie werd hij in 1915 benoemd tot ambassadeur in Londen, waar over de Belgische belangen onderhandelde met Frankrijk, het Verenigd Koninkrijk en Rusland. In 1916 verliet hij deze functie om de Belgische regering in Le Havre als minister zonder portefeuille te vervoegen. Van 1917 tot 1918 was hij minister van Economische Zaken en vervolgens van 1918 tot 1920 minister van Buitenlandse Zaken.
In 1919 vertegenwoordigde hij samen met Jules Van den Heuvel en Emile Vandervelde België bij de onderhandelingen over het Verdrag van Versailles, waarbij België Ruanda-Urundi en de Duitstalige Oostkantons kreeg toegewezen. Bovendien was hij van 1920 tot 1921 en van 1932 tot 1933 voorzitter van de Volkenbond en in 1914 werd hij benoemd tot minister van Staat. Van 1924 tot 1925, van 1927 tot 1934 en van 1934 tot 1935 was hij opnieuw minister van Buitenlandse Zaken, van 1926 tot 1927 minister van Justitie en van 1935 tot 1936 minister zonder portefeuille. Als minister van Buitenlandse Zaken sloot hij een militair akkoord met Frankrijk.
Hymans stond vijandig tegenover de Frontbeweging en had weinig begrip tegenover de Vlaamse eisen. Ook kantte hij zich tegen amnestie voor activisten, de vrijlating van activist August Borms en de realisatie van het Vlaamse minimumprogramma.
In 1940 volgde hij na de uitbraak van de Tweede Wereldoorlog de Belgische regering naar Frankrijk, maar ging niet mee naar Londen. In 1941 overleed hij in de Zuid-Franse stad Nice. Hij werd met een protestantse eredienst begraven.

## Trivia
- Hergé portretteerde hem in het stripalbum De Blauwe Lotus uit De avonturen van Kuifje. Hij is de stripfiguur met wit haar en witte snor die met anderen luistert naar een redevoering van een Japanse diplomaat die aankondigt dat het Japanse leger optrekt naar China.